# Molí de na Bruna
El Molí de na Bruna és una obra de Santa Coloma de Queralt (Conca de Barberà) inclosa a l'Inventari del Patrimoni Arquitectònic de Catalunya.

## Descripció
Al llarg dels segles ha sofert diferents modificacions.

## Història
Prop de la confluència del torrent de la Barquera amb el Gaià, als afores de la vila de Santa Coloma i al peu de la carretera de la Llacuna, i davant de la piscina municipal hi ha quest habitatge, conegut com a Cal Cartronet. En el segle xiii era conegut com el Molí de Na Bruna. En el 1301 com el de Pere Bruna, després pel molí d'Arnau Civit i fins al 1419 com del Piquer. Després fou una adoberia que en 1804 ja no existia.